# Ōke
Kyū-Miyake (旧宮家 "cựu cung gia"), còn được biết là cựu hoàng tộc (旧皇族), là một chi của Hoàng thất Nhật Bản được tạo thành từ chi Fushimi-no-miya, Shinnōke cuối cùng trong các chi thứ.  Tất cả trừ một ōke đều được hình thành bởi hậu duệ của Thân vương Fushimi Kuniie. Tất cả ōke đều bị tước bỏ thành viên Hoàng thất Nhật Bản bởi Cơ quan chiếm đóng Hoa Kỳ trong tháng 10/1947, một phần của việc bãi bỏ thân thuộc bàng hệ của hoàng gia Nhật Bản. Sau thời điểm đó, chỉ còn duy nhất gia đình Hirohito và ba anh em của ông vẫn giữ quyền thành viên trong Hoàng gia. Tuy nhiên, lãnh đạo không chính thức của thân thuộc bàng hệ hoàng gia vẫn tồn tại gần như toàn bộ và được liệt kê ở đây.

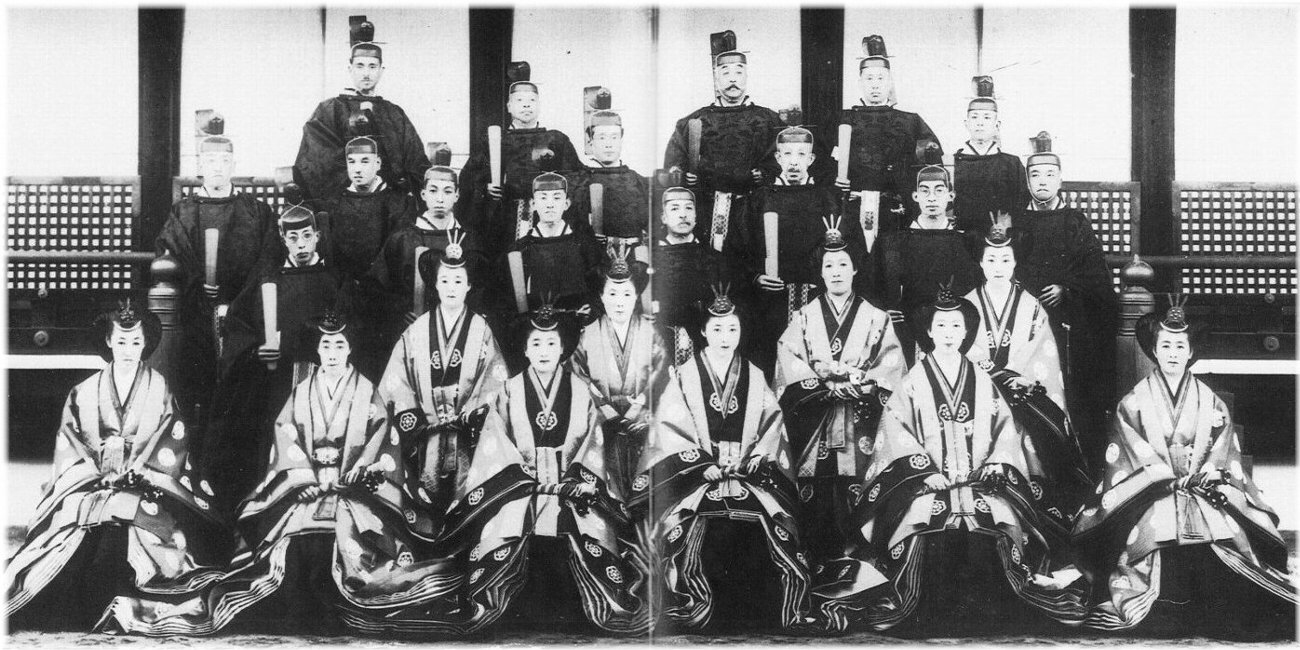
Tất cả các thành viên cũ của hoàng tộc đã tập trung tại Hoàng cung Kyoto

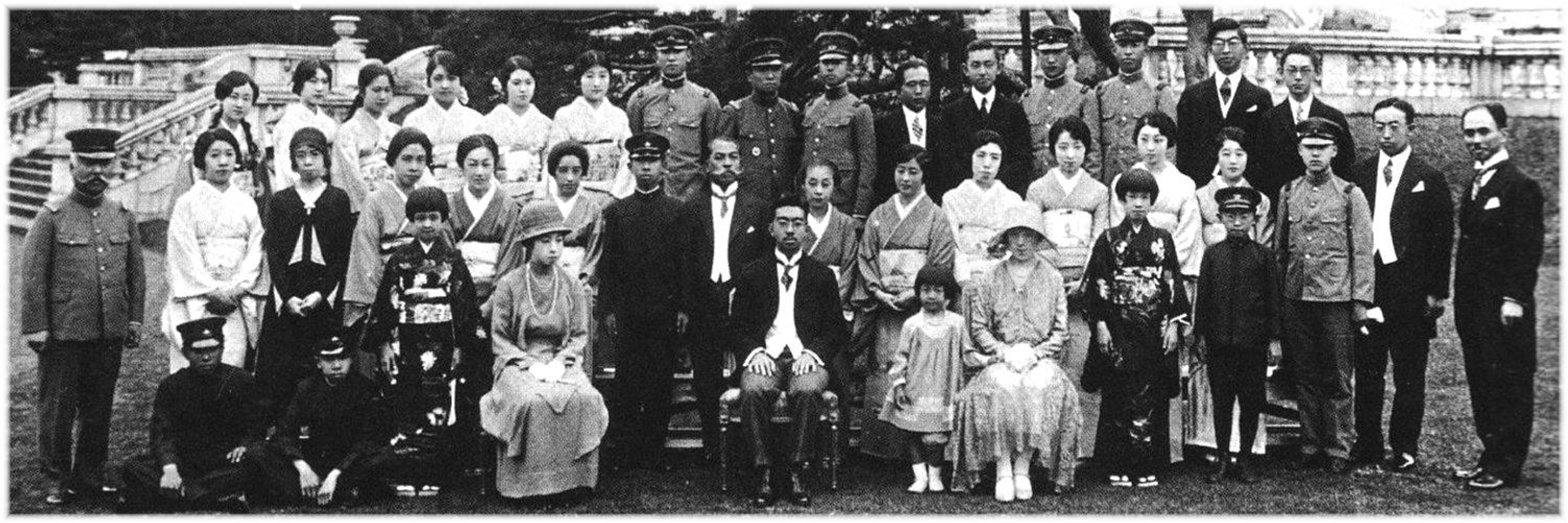
Hoàng đế Hirohito và các thành viên của Kyū-Miyake (Gia đình Hoàng gia Cadet)

Trong những năm gần đây, những người bảo thủ đã đề xuất việc khôi phục một số chi của đế quốc trước đây hoặc cho phép gia đình hoàng gia nhận nuôi các thành viên nam của các gia đình hoàng tử trước đây, như một giải pháp cho tranh cãi kế vị Nhật Bản.
Các kyū-miyake, theo thứ tự thành lập:
1. 梨本 Nashimoto (không còn)
2. 久邇 Kuni
3. 山階 Yamashina (không còn)
4. 華頂 Kachō hoặc Kwachō (không còn)
5. 北白川 Kitashirakawa
6. 東伏見 Higashifushimi hoặc Komatsu (小松) (không còn)
7. 賀陽 Kaya
8. 朝香 Asaka
9. 東久邇 Higashikuni
10. 竹田 Takeda

Trừ khi có quy định khác, tất cả các hoàng thân được liệt kê ở đây đều là con trai của người tiền nhiệm.

## Nashimoto-no-miya
Dòng Nashimoto-no-miya được thành lập từ Thân vương Moriosa, con của Thân vương Fushimi Sadayoshi (cha của Thân vương Fushimi Kuniie)
|   | Tên                                                                         | Sinh | Kế tục | Về hưu | Mất  | Ghi chú                                                   |
| - | --------------------------------------------------------------------------- | ---- | ------ | ------ | ---- | --------------------------------------------------------- |
| 1 | Thân vương Nashimoto Moriosa (梨本宮 守脩親王 Nashi-no-miya Moriosa-shinnō) | 1819 | 1870   |        | 1885 |                                                           |
| 2 | Ma vương Nashimoto Kikumaro (山階宮菊麿王 Nashimoto-no-miya Kikumaro-ō)     | 1873 | 1885   | 1885   | 1908 | cháu trai của Moriosa; từ chức để trở về dòng Yamashina   |
| 3 | Chính vương Nashimoto Morimasa (梨本宮守正王 Nashimoto-no-miya Morimasa-ō)  | 1874 | 1885   | 1947   | 1951 | em họ của Kikumaro và con thứ tư của Kuni-no-miya Asahiko |

## Kuni-no-miya
Dòng Kuni-no-miya được thành lập từ Thân vương Asahiko, con thứ tư của Thân vương Fushimi Kuniie
|   | Tên                                                                    | Sinh | Kế tục | Về hưu | Mất  | Ghi chú                                |
| - | ---------------------------------------------------------------------- | ---- | ------ | ------ | ---- | -------------------------------------- |
| 1 | Thân vương Kuni Asahiko (久邇宮 朝彦親王 Kuni-no-miya Asahiko shinnō ) | 1824 | 1863   |        | 1891 | trở thành thân vương (shinnō) năm 1871 |
| 2 | Ngạn vương Kuni Kuniyoshi (久邇宮 邦彦王 Kuni-no-miya Kuniyoshi ō )    | 1873 | 1891   |        | 1929 | cha của Hoàng hậu Kojun                |
| 3 | Dung vương Kuni Asaakira (久邇宮 朝融王 Kuni-no-miya Asaakira ō)       | 1901 | 1929   | 1947   | 1959 |                                        |
| 4 | Kuni Kuniaki (久邇 邦昭)                                               | 1929 | 1959   |        |      |                                        |

## Yamashina-no-miya
Dòng Yamashina-no-miya được thành lập từ Thân vương Akira, con trưởng của Thân vương Fushimi Kuniie.
|   | Tên                                                                        | Sinh | Kế tục | Về hưu | Mất  | Ghi chú |
| - | -------------------------------------------------------------------------- | ---- | ------ | ------ | ---- | ------- |
| 1 | Thân vương Yamashina Akira (山階宮 晃親王 Yamashina-no-miya Akira shinnō ) | 1816 | 1864   |        | 1898 |         |
| 2 | Ma vương Yamashina Kikumaro (山階宮 菊麿王 Yamashina-no-miya Kikumaro-ō )  | 1873 | 1898   |        | 1908 |         |
| 3 | Ngạn vương Yamashina Takehiko (山階宮 武彦王 Yamashina-no-miya Takehito-ō) | 1898 | 1908   | 1947   | 1987 |         |

Dòng Yamashina-no-miya không còn sau khi Yamashina Takehiko qua đời.

## Kwachō-no-miya
Dòng Kwachō-no-miya (hoặc Kachō-no-miya) được thành lập từ Thân vương Hirotsune, con của Thân vương Fushimi Kuniie.
|   | Tên                                                                          | Sinh | Kế tục | Về hưu | Mất  | Ghi chú |
| - | ---------------------------------------------------------------------------- | ---- | ------ | ------ | ---- | ------- |
| 1 | Thân vương Kwacho Hirotsune (華頂宮博経親王 Kwachō-no-miya Hirosune shinnō ) | 1851 | 1868   |        | 1876 |         |
| 2 | Thân vương Kwacho Hiroatsu (華頂宮博厚親王 Kwachō-no-miya Hiroatsu shinnō )  | 1875 | 1876   |        | 1883 |         |
| 3 | Thân vương Kwacho Hiroyasu (華頂宮博恭親王 Kwachō-no-miya Hiroyasu-shinnō)   | 1875 | 1883   | 1904   | 1946 |         |
| 4 | Trung vương Kwacho Hirotada (華頂宮博忠王 Kwachō-no-miya Hirotada-ō)         | 1902 | 1904   |        | 1924 |         |
| X | Hầu tước Kwacho Hironobu (華頂博信 Kwachō Hironobu)                          | 1905 | 1924   | 1947   | 1970 |         |

Dòng Kwacho-no-miya kết thúc khi Trung vương Kwacho Hirotada qua đời. Dòng dõi tiếp tục kế thừa kazoku qua Kwacho Hironobu.

## Kitashirakawa-no-miya
Dòng Kitashirakawa-no-miya thành lập từ Thân vương Satonari, con thứ tám của Thân vương Fushimi Kuniie
|   | Tên | Sinh | Kế tục | Về hưu | Mất  | Ghi chú                          |
| - | --- | ---- | ------ | ------ | ---- | -------------------------------- |
| 1 | Thân vương Kitashirakawa Satonari (北白川宮 智成親王 Kitashirakawa-no-miya Satonari shinnō)                    | 1844 | 1872   |        | 1872 |                                  |
| 2 | Thân vương Kitashirakawa Yoshihisa (北白川宮 能久親王 Kitashirakawa-no-miya Yoshihisa-shinnō)                  | 1847 | 1872   |        | 1895 |                                  |
| 3 | Cửu vương Kitashirakawa Naruhisa (北白川宮 成久王 Kitashirakawa-no-miya Naruhisa-ō)                            | 1887 | 1895   |        | 1923 |                                  |
| 4 | Cửu vương Kitashirakawa Nagahisa (北白川宮 永久王 Kitashirakawa-no-miya Nagahisa-ō)                            | 1910 | 1923   |        | 1940 |                                  |
| 5 | Kitashirakawa Michihisa (Cửu vương Kitashirakawa Michihisa 北白川宮 道久王, Kitashirakawa-no-miya Michihisa-ō) | 1937 | 1940   | 1947   |      | Kitashirakawa Michihisa sau 1947 |

## Higashifushimi-no-miya / Komatsu-no-miya
Dòng Higashifushimi-no-miya thành lập từ Thân vương Yoshiaki, con thứ bảy của Thân vương Fushimi Kuniie.
|   | Tên | Sinh | Kế tục    | Về hưu | Mất  | Ghi chú                                        |
| - | --- | ---- | --------- | ------ | ---- | ---------------------------------------------- |
| 1 | Higashifushimi Yoshiaki (Thân vương Higashifushimi Yoshiaki 東伏見宮 嘉彰親王, Higashifushimi no miya Yoshiaki-shinnō) Thân vương Komatsu Akihito (小松宮 彰仁親王 Komatsu-no-miya Akihito-shinnō) | 1846 | 1867 1872 | 1872   | 1903 | thay đổi tên năm 1872                          |
| 2 | Thân vương Higashifushimi Yorihito (東伏見宮 依仁親王 Higashifushimi no miya Yorihito-ō ) | 1876 | 1903      |        | 1922 | em của Akihito quay trở lại tên Higashifushimi |

Năm 1931, Thiên hoàng Hirohito ra lệnh Anh vương Kuni Kunihide, rời khỏi hoàng thất trở thành bá tước Higashifushimi Kunihide (hakushaku ngang với kazoku trong hệ thống quý tộc), để ngăn chặn tên Higashifushimi bị mất đi. Thân vương phi Higashifushimi Kaneko trở thành dân thường ngày 14/10/1947. Bà mất tại Tokyo năm 1955.

## Kaya-no-miya
Dòng Kaya-no-miya được thành lập từ Thân vương Kuninori, con thứ hai của Thân vương Kuni Asahiko (Kuni-no-miya đầu tiên)
|   | Tên                                                                             | Sinh | Kế tục | Về hưu | Mất  | Ghi chú                                   |
| - | ------------------------------------------------------------------------------- | ---- | ------ | ------ | ---- | ----------------------------------------- |
| 1 | Hiến vương Kaya Kuninori (賀陽宮 邦憲王 Kaya-no-miya Kuninori shinnō )          | 1867 | 1896   |        | 1909 | Kaya-no-miya tước vị cá nhân đến năm 1900 |
| 2 | Hiến vương Kaya Tsunenori (賀陽宮 恒憲王 Kaya-no-miya Tsunenori-ō )             | 1900 | 1909   | 1947   | 1978 | Kaya Tsunenori sau năm 1947               |
| 3 | Kaya Nobuhiko (Ngạn vương Kaya Nobuhiko 賀陽宮 信彦王, Kaya-no-miya Nobuhiko-ō) | 1922 | 1978   |        | 1986 |                                           |
| 4 | Kaya Harunori (賀陽 治憲)                                                       | 1926 | 1987   |        | 2011 | em của Nobuhiko; nhà ngoại giao           |
| 5 | Kaya Fuminori (賀陽 文憲)                                                       | 1931 | 2011   |        |      |                                           |

## Asaka-no-miya
Dòng Asaka-no-miya được thành lập từ Thân vương  Yasuhiko, con thứ tám của Thân vương Kuni Asahiko.
|   | Tên                                                                 | Sinh | Kế tục | Về hưu | Mất  | Ghi chú |
| - | ------------------------------------------------------------------- | ---- | ------ | ------ | ---- | ------- |
| 1 | Ngạn vương Asaka Yasuhiko (朝香宮 鳩彦王 Asaka-no-miya Yasuhiko-ō ) | 1887 | 1906   | 1947   | 1981 |         |
| X | Asaka Takahiko                                                      | 1912 | 1981   |        | 1994 |         |
| X | Asaka Tomohiko                                                      | 1944 | 1994   |        |      |         |

## Higashikuni-no-miya
Dòng Higashikuni-no-miya được thành lập từ Thân vương Naruhiko, con thứ chín của Thân vương Kuni Asahiko.
|   | Tên | Sinh | Kế tục | Về hưu | Mất  | Ghi chú                             |
| - | --- | ---- | ------ | ------ | ---- | ----------------------------------- |
| 1 | Ngạn vương Higashikuni Naruhiko (東久邇宮 稔彦王 Higashikuni-no-miya Naruhiko-ō)                       | 1887 | 1906   | 1947   | 1990 |                                     |
| X | Hậu vương Higashikuni Morihiro (東久邇宮 盛厚王 Higashikuni no miya Morihiro ō )                       | 1916 | 1947   |        | 1969 |                                     |
| 2 | Higashikuni Nobuhiko (Ngạn vương Higashikuni Nobuhiko 東久邇宮 信彦王, Higashikuni-no-miya Nobukiko-ō) | 1945 | 1990   |        |      | cháu nội Naruhiko, con của Morihiro |

Ngạn vương Higashikuni Nobuhiko trở thành "Higashikuni Nobuhiko" chế độ quý tộc Nhật Bản bị bãi bỏ trong thời kỳ Mỹ chiếm đóng Nhật Bản năm 1946

## Takeda-no-miya
Dòng Takeda-no-miya được thành lập từ Thân vương Tsunehisa, con trưởng của Thân vương Kitashirakawa Yoshihisa (Kitashirakawa-no-miya thứ hai).
|   | Tên                                                                                   | Sinh | Kế tục | Về hưu | Mất  | Ghi chú |
| - | ------------------------------------------------------------------------------------- | ---- | ------ | ------ | ---- | ------- |
| 1 | Cửu vương Takeda Tsunehisa (竹田宮 恒久王 Takeda-no-miya Tsunehisa-ō )                | 1882 | 1906   |        | 1919 |         |
| 2 | Đức vương Takeda Tsuneyoshi (竹田宮 恒徳王 Takeda-no-miya Tsuneyoshi-ō )              | 1909 | 1919   | 1947   | 1992 |         |
| 3 | Takeda Tsunetada (Chính vương Takeda Tsunetada 竹田 恒正, Takeda-no-miya Tsunetada-ō) | 1940 | 1992   |        |      |         |